# Robert Mosbacher

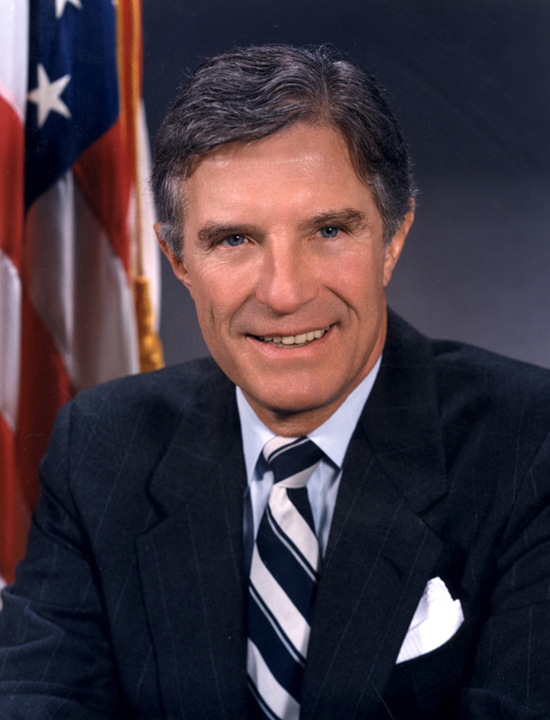
Robert Mosbacher

Robert Adam Mosbacher (* 11. März 1927 in Mount Vernon, New York; † 24. Januar 2010 in Houston, Texas) war ein US-amerikanischer Geschäftsmann und Politiker der Republikanischen Partei.

## Biografie
Nach Besuch der Choate School in White Plains studierte Mosbacher Betriebswirtschaftslehre an der Washington and Lee University und schloss 1947 mit einem Bachelor of Business Administration (B.B.A.) ab. Im folgenden Jahr ging er nach Houston, wo er sich selbständig machte und ein äußerst erfolgreiches Erdöl- und Gasunternehmen gründete, das sowohl in den USA als auch auf dem internationalen Markt tätig war und ihn letztlich zum Multimillionär machte.
Anfang der 1960er Jahre begann er sich auf Seiten der Republikanischen Partei politisch zu engagieren und war zunächst als Fundraiser für mehrere republikanische Kandidaten im Südosten von Texas tätig. 1968 war er Manager des Wahlkampfs von Präsidentschaftskandidat Richard Nixon im Harris County und somit auch in Houston.
Bei der Präsidentschaftswahlkampagne von George Bush sr. war er 1988 dessen Chef-Fundraiser und hatte somit durch das Spendensammeln maßgeblichen Einfluss auf den Erfolg des Wahlkampfes. Nach der Vereidigung zum US-Präsidenten berief Bush ihn am 31. Januar 1989 als Handelsminister (Commerce Secretary) in sein Kabinett. Während seiner bis zum 15. Januar 1992 dauernden Amtszeit war Mosbacher maßgeblich an der Forderung nach einem Nordamerikanischen Freihandelsabkommen (NAFTA) beteiligt, das letztlich am 1. Januar 1994 unter Bushs Nachfolger Bill Clinton gegründet wurde. Nachfolgerin als Handelsminister wurde Barbara Franklin.
Zuletzt war Mosbacher 2008 Vorsitzender der Wahlkampagne des erfolglosen republikanischen Kandidaten John McCain bei der Präsidentschaftswahl.
Als Mosbacher nach langjähriger Krankheit an einem Pankreastumor verstarb, würdigte ihn Ex-Präsident George Bush sr., der auch sein langjähriger enger Freund war, wie folgt:

„Er war ein ehrenwerter und erstklassiger Geschäftsmann und vielleicht der scharfsinnigste Geschäftemacher, den ich jemals kannte. Zusammen nahmen wir an einer Reise teil, die zur Präsidentschaft führte, auf den Gipfel der amerikanischen Politik, und dort arbeiteten wir zusammen um Amerika zu helfen, die Welt um uns stärker zu umarmen und uns gegen diese in den neu erscheinenden globalen Märkten zu messen, die der abnehmende Kalte Krieg möglich machte. Ohne Zweifel wird man sich an ihn erinnern als einen der erfolgreichsten Handelsminister in der Geschichte unserer Nation.“

Die Regisseurin und Filmemacherin Dee Mosbacher ist seine Tochter.
Mosbacher war auch ein erfolgreicher Segelsportler.